# Авиационные происшествия с Douglas DC-8

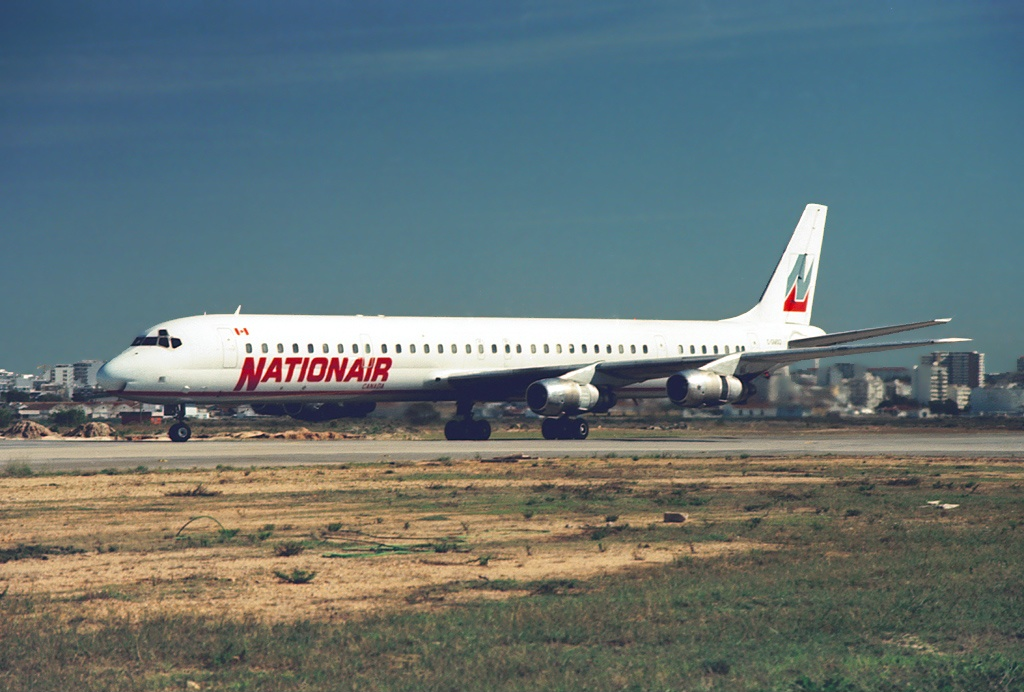
Douglas DC-8-61 авиакомпании Nationair (Nigeria Airways), разбившийся в Джидде

Список авиационных аварий и катастроф самолёта Douglas DC-8 всех модификаций.
По данным сайта Aviation Safety Network, по состоянию на 10 января 2020 года в общей сложности в результате катастроф и серьёзных аварий были потеряны 83 самолёта Douglas DC-8. Douglas DC-8 пытались угнать 46 раз, при этом погибли 2 человека. Всего в этих происшествиях погибли 2330 человек.

## Список
| Дата       | Бортовой номер | Место катастрофы            | Жертвы     | Краткое описание |
| ---------- | -------------- | --------------------------- | ---------- | --- |
| 16.12.1960 | N8013U         | Нью-Йорк                    | 44+6+84/84 | При заходе на посадку столкнулся с L-1049 и упал на город. |
| 19.01.1961 | XA-XAX         | Нью-Йорк                    | 4/106      | Прерванный взлёт, разрушился и сгорел. |
| 30.05.1961 | PH-DCL         | Лиссабон                    | 61/61      | Во время полёта неожиданно вошёл в левую спираль и потерял высоту. Точная причина не установлена; возможно, неисправность авиагоризонтов или отвлечение экипажа от управления.                                                                                   |
| 11.07.1961 | N8040U         | Денвер                      | 1+17/122   | В полёте начались неполадки в гидросистеме, из-за чего при заходе на посадку не удалось полностью выпустить закрылки. После касания ВПП самолёт сошёл с неё, потерял все стойки шасси, врезался в постройки на лётном поле и сгорел.                             |
| 07.07.1962 | I-DIWD         | Джуннар                     | 94/94      | При заходе на посадку в тёмное время суток врезался в холм из-за ошибок экипажа. |
| 20.08.1962 | PP-PDT         | Рио-де-Жанейро              | 15/105     | При разбеге не смог набрать взлётную скорость из-за проблем со стабилизатором, экипаж принял запоздалые меры к экстренному торможению. Самолёт выкатился с ВПП и остановился в море в 50 метрах от берега, а затем затонул на глубине 8 метров.                  |
| 29.11.1963 | CF-TJN         | Монреаль                    | 118/118    | Во время полёта по неустановленной причине отклонился от маршрута и быстро потерял высоту. |
| 25.02.1964 | N8607          | Новый Орлеан                | 58/58      | Во время полёта в тёмное время суток попал в зону сильной турбулентности, вследствие чего потерял высоту и упал в озеро. |
| 25.11.1965 | N8784R         | Майами                      | 0/0        | Уничтожен огнём на стоянке. |
| 04.03.1966 | CF-CPK         | Токио                       | 64/72      | Разбился при заходе на посадку в СМУ из-за ошибок экипажа. |
| 04.07.1966 | ZK-NZB         | Окленд                      | 2/5        | Тренировочный полёт. Разбился при взлёте с имитацией отказа двигателя. |
| 13.08.1966 | XA-PEI         | Акапулько                   | 6/6        | Тренировочный полёт. Разбился при заходе на посадку — экипаж производил манёвры на высоте ниже безопасной. |
| 24.12.1966 | XA-NUS         | Тескоко                     | 0/109      | Совершил аварийную посадку на дно высохшего озера. |
| 05.03.1967 | PP-PEA         | Монровия                    | 5+51/90    | Из-за ошибок экипажа совершил посадку до ВПП и загорелся. |
| 30.03.1967 | N802E          | Новый Орлеан                | 13+6/6     | Тренировочный полёт. Во время захода на посадку с имитацией отказа двух двигателей столкнулся с ЛЭП и упал на жилой район. |
| 19.05.1967 | CF-TJM         | Оттава                      | 3/3        | Тренировочный полёт. Разбился во время захода на посадку из-за ошибок экипажа. |
| 28.04.1968 | N1802          | Атлантик-Сити               | 0/4        | Тренировочный полёт. Разбился при попытке ухода на второй круг во время посадки с имитацией отказа двух двигателей из-за ошибок экипажа. |
| 29.06.1968 | PH-DCH         | Амстердам                   | 0/0        | Сгорел в ангаре при проведении ремонтных работ. |
| 02.08.1968 | I-DIWF         | Милан                       | 13/95      | Разбился при заходе на посадку из-за ошибок экипажа. |
| 13.01.1969 | LN-MOO         | Лос-Анджелес                | 15/45      | Во время захода на посадку из-за технических проблем и ошибок экипажа приводнился на залив. |
| 16.10.1969 | N8634          | Стоктон                     | 0/5        | Тренировочный полёт. При разбеге произошло ложное срабатывание сигнала о выпуске спойлеров, взлёт был прерван и самолёт выкатился с ВПП. |
| 19.04.1970 | SE-DBE         | Рим                         | 0/65       | При взлёте произошло нелокализованное разрушение двигателя №1, его обломками оказался поврежден центральный топливный бак, что привело к утечке топлива и пожару.                                                                                                |
| 05.07.1970 | CF-TIW         | Торонто                     | 109/109    | Из-за ошибок и несогласованности между членами экипажа совершил грубую посадку, получив при этом серьёзные повреждения, после чего ушёл на второй круг. При повторном заходе взорвалась правая плоскость.                                                        |
| 27.07.1970 | N785FT         | Наха                        | 4/4        | Просел ниже глиссады и врезался в воду при заходе на посадку в СМУ из-за ошибок экипажа. |
| 08.09.1970 | N4863T         | Нью-Йорк                    | 11/11      | Грузовой рейс. Разбился при взлёте. |
| 13.09.1970 | HB-IDD         | Эз-Зарка                    | 0/0        | Уничтожен в ходе террористической атаки. |
| 15.09.1970 | I-DIWZ         | Нью-Йорк                    | 0/156      | Из-за ошибок экипажа совершил грубую посадку и получил серьёзные повреждения. |
| 27.11.1970 | N4909C         | Анкоридж                    | 47/229     | Из-за заклинивания колёс основного шасси не смог набрать взлётную скорость, выкатился с ВПП и загорелся. Вероятная причина — неполадки в гидросистеме или незамеченное включение стояночного тормоза.                                                            |
| 05.05.1972 | I-DIWB         | Палермо                     | 115/115    | При заходе на посадку в тёмное время суток врезался в гору. |
| 14.06.1972 | JA8012         | Дели                        | 3+82/87    | Упал на берег реки Джамна при заходе на посадку. Вероятные причины — ошибки экипажа или следование по так называемой «ложной глиссаде». |
| 06.07.1972 | EC-ARA         | Лас-Пальмас-де-Гран-Канария | 10/10      | При заходе на посадку упал в море и затонул на глубине 1560 метров. |
| 24.09.1972 | JA8013         | Бомбей                      | 0/122      | Экипаж по ошибке произвел посадку не на ту ВПП и самолёт выкатился с неё в канаву. |
| 28.11.1972 | JA8040         | Московская область          | 61/76      | После отрыва от ВПП поднялся на 100 метров и вышел на закритические углы атаки, в итоге потерял высоту, упал и загорелся. Вероятная причина — непреднамеренный выпуск спойлеров или потеря экипажем управления после отказа двигателей №1 и 2 из-за обледенения. |
| 10.05.1973 | HS-TGU         | Катманду                    | 1+0/110    | При посадке выкатился с ВПП. |
| 21.06.1973 | CF-TIJ         | Торонто                     | 0/0        | Сгорел при дозаправке. |
| 08.09.1973 | N802WA         | Колд-Бей                    | 6/6        | Во время полёта по маршруту врезался в гору Даттон из-за ошибок экипажа. |
| 23.04.1974 | N6164A         | Фэйрфилд-Трэвис             | 1+0/0      | Во время техобслуживания взорвались пары горючего в одном из внутренних баков. |
| 04.12.1974 | PH-MBH         | Маскелия                    | 191/191    | Во время полёта по маршруту врезался в гору Анжималай из-за ошибок экипажа. |
| 18.03.1976 | CU-T1200       | Гавана                      | 5+0/29     | Столкнулся в воздухе с Ан-24 борт CU-T879, получил повреждения, но благополучно приземлился. |
| 06.10.1976 | CU-T1201       | Бриджтаун                   | 73/73      | Через 9 минут после взлёта в пассажирском салоне сработало взрывное устройство, разбился при попытке возврата на аэродром вылета. |
| 13.01.1977 | JA8054         | Анкоридж                    | 5/5        | Разбился при взлёте из-за обледенения. Командир экипажа находился в состоянии алкогольного опьянения. |
| 04.03.1977 | N8635          | Ниамей                      | 2/4        | Грузовой рейс. Разбился заходе на посадку недалеко от ВПП. |
| 18.04.1977 | RP-C803        | Токио                       | 0/140      | Разбился при взлёте из-за технических неисправностей. |
| 27.09.1977 | JA8051         | Куала-Лумпур                | 34/79      | При заходе на посадку из-за ошибок экипажа врезался в холм. |
| 11.12.1977 | N8170A         | Лэйк Сити                   | 0/0        | Сгорел при заправке. |
| 18.12.1977 | N8047U         | Кэйсвилл                    | 3/3        | Грузовой рейс. При заходе на посадку из-за ошибок экипажа и авиадиспетчера врезался в гору. |
| 03.04.1978 | EC-BMX         | Сантьяго-де-Компостела      | 0/222      | Шёл выше глиссады, произвел касание с ВПП с перелётом, выкатился с неё и загорелся. |
| 15.11.1978 | TF-FLA         | Коломбо                     | 183/262    | При заходе на посадку из-за ошибок экипажа и служб УВД просел ниже глиссады и разбился. |
| 28.12.1978 | N8082U         | Портленд                    | 10/189     | Командир экипажа был поглощён неисправностью шасси и упустил выработку топлива. |
| 07.10.1979 | HB-IDE         | Афины                       | 14/154     | Произвёл посадку с превышением скорости, выкатился с ВПП и загорелся. |
| 01.08.1980 | OB-R-1143      | Мехико                      | 3/7        | Во время полёта по маршруту столкнулся с горой. |
| 12.09.1980 | N715UA         | Икитос                      | 3/3        | Разбился в джунглях. |
| 15.01.1981 | N913R          | Люксембург                  | 0/0        | Сгорел на стоянке во время ремонтных работ. |
| 09.02.1982 | JA8061         | Токио                       | 24/166     | Упал в Токийский залив за 300 метров до торца ВПП и частично разрушился из-за преднамеренных действий командира экипажа. |
| 17.09.1982 | JA8048         | Шанхай                      | 0/124      | Через 9 минут после вылета произошло разрушение одного из элементов гидросистемы, из-за чего давление в ней упало до нуля. Экипаж принял решение совершить вынужденную посадку на аэродроме вылета, в результате которой самолёт выкатился с ВПП в канаву.       |
| 11.01.1983 | N8053U         | Детройт                     | 3/3        | Грузовой рейс. Перед взлётом экипаж не установил стабилизатор в необходимое положение. После отрыва от ВПП самолёт вошёл в глубокий правый крен и в таком положении упал на вспаханное поле.                                                                     |
| 10.03.1984 | F-BOLL         | Нджамена                    | 0/23       | Самолёт следовал маршрутом Браззавиль—Нджамена—Париж. Во время стоянки в Нджамене в багажном отделении произошёл взрыв небольшого взрывного устройства, вскоре после эвакуации пассажиров и экипажа произошёл ещё один взрыв, разрушивший лайнер.                |
| 18.09.1984 | HK-2380        | Барранкилья                 | 0/5        | Грузовой рейс. Выкатился с лётного поля при посадке на влажную ВПП. |
| 18.09.1984 | HC-BKN         | Кито                        | 49+4/4     | Перед взлётом экипаж не установил стабилизатор в необходимое положение, самолёт не смог оторваться от ВПП, выкатился с лётного поля и врезался в жилые дома. |
| 12.12.1985 | N950JW         | Гандер                      | 256/256    | Не смог набрать высоту и разбился практически сразу после взлёта. Пассажирами самолёта были военнослужащие 101-й воздушно-десантной дивизии Армии США, возвращавшиеся из Египта. Точная причина так и не была определена.                                        |
| 31.03.1988 | 5N-ARN         | Каир                        | 4/4        | Пожар двигателя при второй попытке взлёта, самолёт разбился в конце ВПП. |
| 07.06.1989 | N1809E         | Парамарибо                  | 176/187    | Столкнулся с деревьями при заходе на посадку из-за грубых ошибок престарелого командира экипажа. |
| 10.08.1989 | OB-1316        | Икитос                      | 0/н. д.    | Грузовой рейс. Выкатился с лётного поля при посадке на влажную ВПП. |
| 12.03.1991 | N730PL         | Нью-Йорк                    | 0/5        | Грузовой рейс. Из-за ошибок экипажа не смог оторваться от ВПП при взлёте и выкатился с неё. |
| 11.07.1991 | C-GMXQ         | Джидда                      | 261/261    | Был арендован Nigeria Airways. Пожар в отсеке шасси, вызванный разрывом покрышек при взлёте. Самолёт загорелся и начал разрушаться в воздухе. Упал, не долетев 3 километров до ВПП.                                                                              |
| 15.02.1992 | 9G-MKB         | Кано                        | 0/5        | Грузовой рейс. Разбился и сгорел при заходе на посадку. |
| 15.02.1992 | N794AL         | Толидо                      | 4/4        | Грузовой рейс. Разбился при заходе на посадку в тёмное время суток из-за пространственной дезориентации экипажа. |
| 28.03.1992 | OB-1456        | Икитос                      | 0/3        | Грузовой рейс. При посадке сломалась носовая стойка шасси. |
| 15.10.1992 | HK-3753X       | Медельин                    | 0/3        | Грузовой рейс. Выкатился с ВПП при посадке. |
| 18.08.1993 | N814CK         | Гуантанамо                  | 0/3        | Грузовой рейс. Разбился при заходе на посадку из-за ошибок экипажа и служб УВД. |
| 16.02.1995 | N782AL         | Канзас-Сити                 | 3/3        | Грузовой рейс. Экипаж потерял управление самолётом во время второй попытки взлёта с одним неисправным двигателем. |
| 28.03.1995 | N43UA          | Гватемала                   | 6+0/3      | Грузовой рейс. На пробеге выкатился с влажной ВПП, съехал вниз по склону и остановился в жилой зоне. |
| 28.01.1996 | Z-WSB          | Хараре                      | 0/5        | Грузовой рейс. На пробеге выкатился с влажной ВПП, подломилась носовая стойка шасси. |
| 04.02.1996 | HK-3979X       | Асунсьон                    | 20+4/4     | Грузовой рейс. Из-за ошибок экипажа во время набора высоты при выполнении манёвра рухнул на игровое поле. |
| 17.12.1996 | 9G-MKD         | Порт-Харкорт                | 0/4        | Грузовой рейс. Разбился во время захода на посадку при попытке ухода на второй круг. |
| 22.12.1996 | N827AX         | Нарроус                     | 6/6        | Облёт самолёта после капитального ремонта. Разбился из-за ошибок пилотирования. |
| 07.08.1997 | N27UA          | Майами                      | 1+4/4      | Грузовой рейс. Разбился сразу после взлёта из-за нарушений правил загрузки и неправильной центровки груза. |
| 18.11.1997 | EL-WVD         | Мванза                      | 0/4        | Грузовой рейс. Разбился при посадке в тёмное время суток из-за ошибок экипажа. |
| 16.10.1999 | 9G-REM         | Киншаса                     | 0/8        | Грузовой рейс. Экипаж произвёл грубую посадку, после которой начался пожар. |
| 16.02.2000 | N8079U         | Ранчо-Кордова               | 3/3        | Грузовой рейс. Разбился во время набора высоты из-за технических неисправностей. |
| 13.12.2002 | N1804          | Сингапур                    | 0/4        | Грузовой рейс. При посадке произвел позднее касание с ВПП и выкатился с неё. |
| 08.02.2006 | N738UP         | Филадельфия                 | 0/3        | Грузовой рейс. При заходе на посадку сработала сигнализация о возгорании в грузовом отсеке. После успешной посадки самолёта начался интенсивный пожар. |
| 04.02.2007 | HK-4277        | Майами                      | 0/3        | Грузовой рейс. На пробеге после касания с ВПП произошло разрушение стоек шасси. |